# Leptochiton nexus
Leptochiton nexus är en blötdjursart som beskrevs av Carpenter 1864. Leptochiton nexus ingår i släktet Leptochiton och familjen Leptochitonidae. Inga underarter finns listade i Catalogue of Life.